# رصدخانه اخترفیزیک شماخی
رصدخانه اخترفیزیک شماخی (ترکی آذربایجانی: Nəsirəddin Tusi adına Şamaxı Astrofizika Rəsədxanası)
یک رصدخانه در رشته کوه‌های قفقاز بزرگ در جمهوری آذربایجان است. این نام برگرفته از نام منجم ایرانی قرون وسطی خواجه نصیرالدین طوسی است. این رصدخانه در ۲۲ کیلومتری شمال غربی شهر شماخی در دامنه شرقی پیرقولو و در ارتفاع ۱۵۰۰ متری قرار دارد و در هر سال حدود ۱۵۰ تا ۲۰۰ شب صاف و بدون ابر دارد.

## تاریخچه
در سال ۱۹۹۱، نام دانشمند ایرانی نصیرالدین طوسی، ریاضیدان، فیزیکدان و اخترشناس قرون وسطی، برای رصدخانه انتخاب شد.

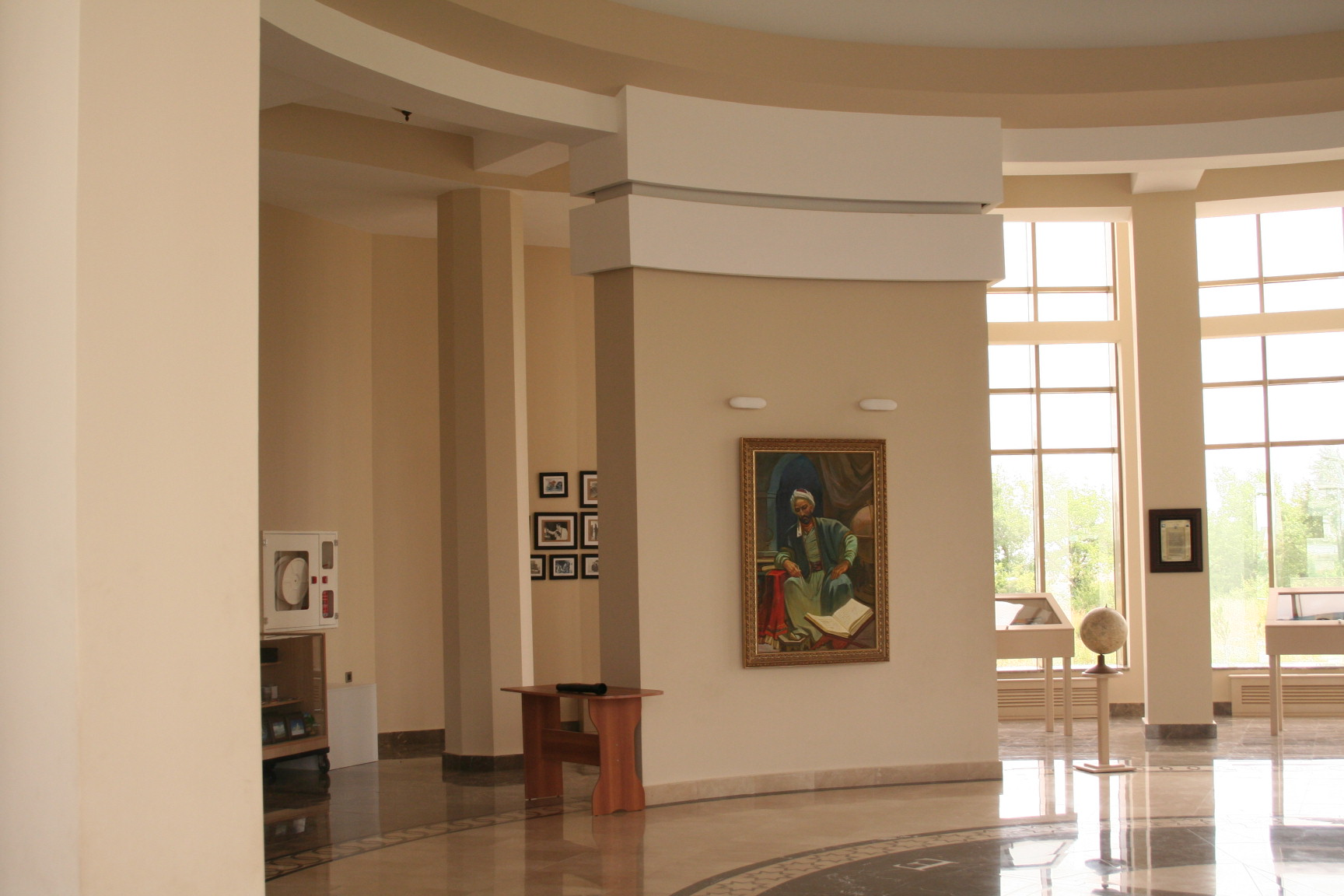
نمای داخلی – سالن نمایش

## تلسکوپ‌ها
ابزار اصلی رصدخانه یک بازتابنده ساخت آلمان با قطر آینه ۲ متر است که در سال ۱۹۶۶ به بهره‌برداری رسید و نخستین تلسکوپ بزرگ ماوراءالنهر بود.